# Bataille d'Arlon (1793)
Pour les articles homonymes, voir Bataille d'Arlon et Combat d'Arlon.
Première Coalition
Batailles

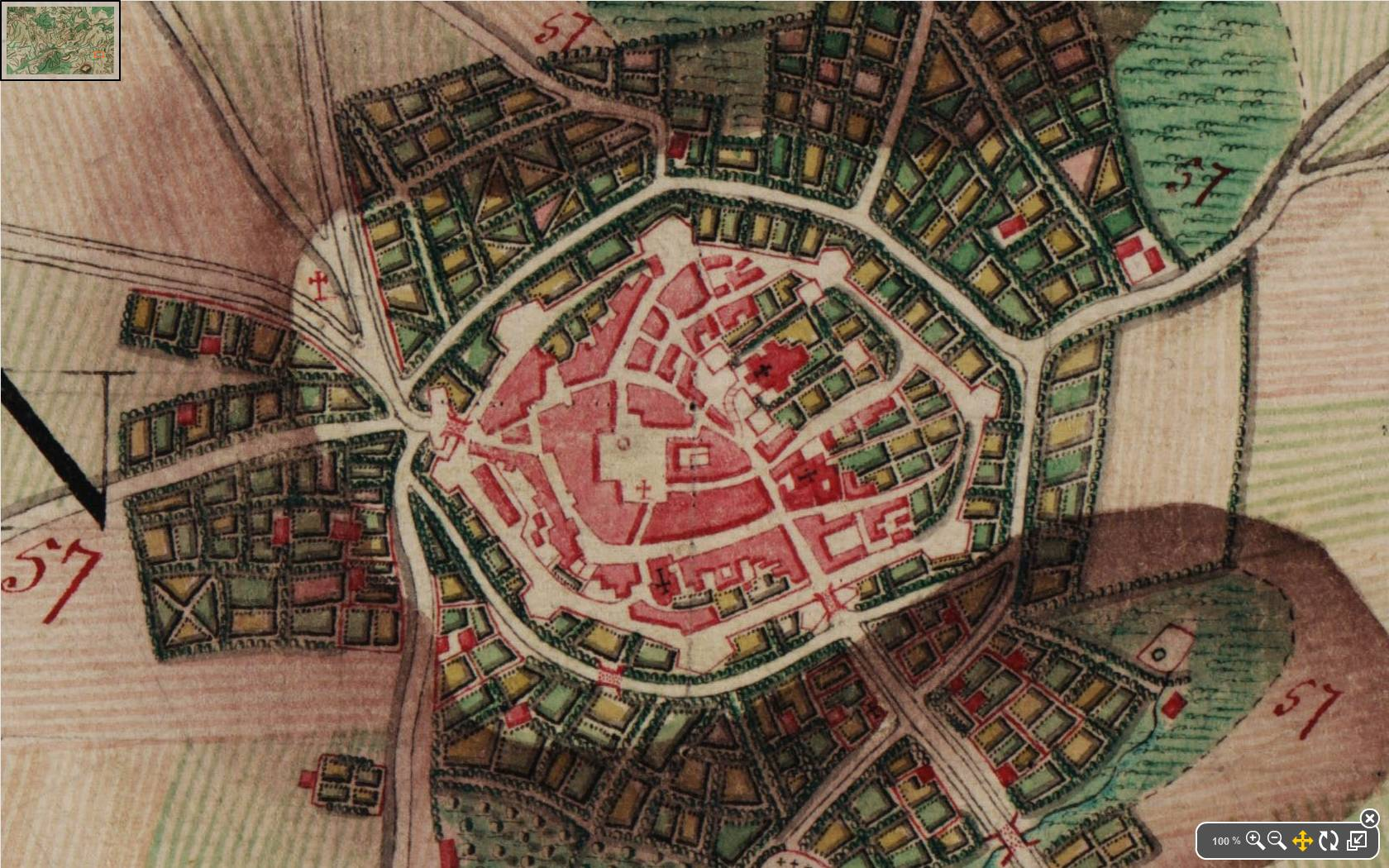
Carte d'Arlon, 1775.

La bataille d'Arlon (1793) est un épisode de la campagne de 1793, qui eut lieu le 9 juin, avec comme enjeu la place fortifiée d'Arlon (Belgique).

## Campagne
Pendant le siège de Mayence , l’armée du Rhin, aux ordres de Beauharnais qui venait de remplacer Custine, s'était retranchée sur la Lauter. Le général en chef, après avoir pris ses positions, réorganisait les troupes et y incorporait les recrues qui arrivaient de tous côtés.
Dans le même temps, l’armée de la Moselle s'était retirée derrière la Blies et la Sarre. Cette inaction ne pouvait convenir à la Convention. Des instructions impératives du Comité de salut public ordonnèrent aux deux généraux de reprendre l'offensive et de marcher au secours de l'armée bloquée dans Mayence, et contre laquelle se dirigeaient tous les efforts des coalisés. Le moyen le plus sûr pour faire lever le siège eût été d'opérer simultanément un double mouvement contre l'ennemi : l’armée de la Moselle par Pirmasens ou Kaiserslautern, et l’armée du Rhin par la rive gauche du fleuve.

## Déroulement
Houchard, qui commandait l'armée de la Moselle, crut tendre au même but en se portant, le 9 juin, sur sa gauche pour attaquer Arlon, « misérable place accessoire dont la prise n'eût pas même eu pour les assiégés de Mayence le mérite d'une simple diversion ». Arlon, situé sur une hauteur, était défendue par une chaîne de retranchements en échelons, dominant tous les points par lesquels on pouvait y arriver. Huit mille hommes gardaient cette redoutable position, armée en outre de trente bouches à feu.
Les colonnes républicaines s'avancèrent en bon ordre sous le feu de ces batteries. Leur artillerie était d'un calibre trop inférieur pour riposter avec avantage. Elles marchaient au pas de charge, s'encourageant en criant « Vive la République ! ». La droite, plus exposée que le reste, fut chargée par la cavalerie autrichienne, mais les colonnes du centre et l’artillerie vinrent à son secours et repoussèrent les escadrons ennemis. 
Au cours des combats qui se déroulaient près d'Arlon, le futur général Duprès, alors lieutenant, se distingua en faisant prisonnière une compagnie autrichienne.
Pendant ce temps, le général Beauregard marchait droit sur Arlon et s'emparait des hauteurs qui couvrent celle-ci. Quatre cents carabiniers attaquèrent un carré de 1 500 Autrichiens aux ordres du Feldmarschalleutnant von Schrœder. Quelques décharges de mitraille, tirées à 50 pas sur le front de cette masse, y jetèrent le désordre et les carabiniers en achevèrent la déroute. Arlon resta au pouvoir des Français qui s'y établirent.
Mais cette prise ne fut d'aucune utilité pour les assiégés de Mayence. Ce défaut de jugement de Houchard ne fut pas sanctionné, puisqu'en août il reçut le commandement de l’armée du Nord.

## Ordre de bataille
- 2e bataillon du 71e régiment d'infanterie

## Postérité
- Une reconstitution des combats eut lieu le 3 octobre 2023 sur la plaine des Manœuvres d'Arlon, à l'initiative de l'Office du tourisme de la ville[4].